# حافیک
حافیک (به ترکی استانبولی: Hafik، به زازاکی: Bedrosi) یک منطقهٔ مسکونی در ترکیه است که در استان سیواس واقع شده‌است. حافیک ۱٬۳۵۰ متر بالاتر از سطح دریا واقع شده‌است.